# Cantó de Chambéry-Sud-Oest
El cantó de Chambéry-Sud-Oest és un cantó francès del departament de la Savoia, situat al districte de Chambéry. Compta amb part del municipi de Chambéry.

## Municipis
- Chambéry

## Història
| Date d'elecció | Identitat       | Partit          | Qualitat                       |
| -------------- | --------------- | --------------- | ------------------------------ |
| 1973-1979      | M. Lemordant    | UDR després RPR | Adjunt a l'alcalde de Chambéry |
| 1979-1985      | Colette Bonfils | DVG             | Adjunt a l'alcalde de Chambéry |
| 1985-1998      | Claude Bosser   | RPR             |                                |
| 1998-en curs   | Colette Bonfils | DVG             | Adjunt a l'alcalde de Chambéry |

## Demografia
| 1882                                            | 1926 | 1962 | 1968 | 1975 | 1982 | 1990 | 1999   | 2008   |
| ?                                               | ?    | ?    | ?    | ?    | ?    | ?    | 16.412 | 15.424 |
| ----------------------------------------------- | ---- | ---- | ---- | ---- | ---- | ---- | ------ | ------ |
| A partir de 1990: Població sense dobles comptes |      |      |      |      |      |      |        |        |